# Cimolestes
Cimolestes – rodzaj wczesnego wymarłego ssaka z grupy Cimolesta. Żył od późnej kredy do paleocenu na terenach Ameryki Północnej.

## Klasyfikacja
Uważano go niegdyś za torbacza, obecnie klasyfikuje się go w rzędzie Cimolesta, którego nazwa pochodzi od tego właśnie rodzaju. Najbliższymi żyjącymi obecnie krewnymi tych stworzeń są pangoliny i drapieżne (klad Ferae).